# Ma-hedj (Gau)
Ma-hedj (auch Säbelantilopengau oder Antilopengau, fälschlich Gazellengau genannt) war der Name des 16. oberägyptischen Gaues. Der Gau erstreckte sich etwas südlich von Tehne bis nördlich des Dorfes Etlîdem und wird in der Gauliste des Sesostris-Kiosks mit einer Länge von 45,6 Kilometern angegeben.
Die erste Erwähnung von Ma-hedj geht bis in die Zeit von Djoser zurück. Im Alten Reich ließen sich die Gaufürsten in Zawiyat al-Amwat bestatten. In der Felsennekropole von Beni Hasan findet man Gaufürstengräber aus der Ersten Zwischenzeit und dem Mittleren Reich.
Nach Farouk Gomaà war vom Alten Reich bis in griechisch-römische Zeit die Stadt Hebenu auf dem Ostufer des Nils die Hauptstadt des Gaues. Wolfgang Helck zufolge soll der Gau jedoch unter Amenemhet I. entlang des Nils in eine Ost- und eine Westhälfte geteilt worden sein. Hauptort der östlichen Hälfte wurde Menat-Chufu, während sich das Gauzentrum auf der Westseite von Hebenu nach Neferusi verlagerte. Während der 12. Dynastie übten die Bürgermeister (Hatia) von Menat-Chufu eine beschränkte Verwaltungshoheit über die Bürgermeister von Neferusi aus und ließen sich mit diesen zusammen in der Nekropole Herwer bestatten.
In der Zweiten Zwischenzeit wurde der Antilopengau aufgelöst und an den 15. oberägyptischen Gau (Hasengau) angegliedert.